# Montrelais
Montrelais település Franciaországban, Loire-Atlantique megyében. Lakosainak száma 843 fő (2022. január 1.). Montrelais Loireauxence, Ingrandes-le-Fresne-sur-Loire és Mauges-sur-Loire községekkel határos.

## Népesség
A település népességének változása:
| Lakosok száma | 514  | 587  | 587  | 791  | 864  | 867  | 852  | 840  | 833  | 843  |
|               | 1968 | 1982 | 1990 | 2006 | 2013 | 2015 | 2017 | 2019 | 2020 | 2022 |